# Sarah Singleton
Sarah Singleton, née en 1966, est une journaliste britannique, auteur de livres de fiction pour jeunes adultes. Elle a reçu le Booktrust Teenage Prize (en) pour son roman Century, publié en 2005, et paru en français sous le titre Les Fantômes de Century.